# O Eternauta (série de televisão)
El Eternauta (em português: O Eternauta) é uma série argentina original da Netflix de ficção científica e drama. É uma adaptação da clássica e célebre banda desenhada El Eternauta, publicada pela primeira vez em 1957 e criada por Héctor Germán Oesterheld e Francisco Solano López. É protagonizada por Ricardo Darín, Carla Peterson, César Troncoso, Andrea Pietra, Ariel Staltari, Marcelo Subiotto e Claudio Martínez Bel.
A série estreou a 30 de abril de 2025, sob a direção de Bruno Stagnaro e a supervisão de um dos netos de Héctor Oesterheld.
Em maio de 2025, a Netflix renovou a série para uma segunda temporada.

## Sinopse
A série conta a história de uma invasão alienígena na Terra, que usa uma tempestade de neve tóxica para aniquilar a maior parte da população. Em Buenos Aires, gera-se uma resistência à invasão, liderada por Juan Salvo, um veterano da guerra das Malvinas, o seu amigo de infância Alfredo Favalli, e diferentes personagens que contribuem com a sua coragem humana para a sobrevivência colectiva.

## Elenco

### Elenco principal
- Ricardo Darín como Juan Salvo
- Carla Peterson como Elena (Episódio 2 - Episódio 6)
- César Troncoso como Alfredo «Tano» Favalli
- Andrea Pietra como Ana
- Ariel Staltari como Omar
- Marcelo Subiotto como Lucas Herbert
- Claudio Martínez Bel como Russo Polsky (Episódio 1)

### Elenco recorrente
- Mora Fisz como Clara Salvo (Episódio 1; Episódio 4 - Episódio 6)
- Orianna Cárdenas como Ingrid «Inga»
- Aron Park como Pablo (Episódio 3 - Episódio 6)
- Joaquín Acebo como Micky (Episódio 5 e 6)
- Gabriel Fernández como Roberto (Episódio 3; Episódio 5 - Episódio 6)
- Thiago Uriel Aguiar como Jorgito (Episódio 4 - Episódio 6)
- Raúl Esteban Gigena como Raúl (Episódio 4 - Episódio 6)
- Charly Velasco como Bob (Episódio 4 - Episódio 6)
- Claudia Vivian Schijman como Claudia (Episódio 4 - Episódio 6)
- Pomba Alba como Pecas (Episódio 4 - Episódio 6)
- Byron Barbieri como Tony (Episódio 4 - Episódio 6)

### Participações especiais
- Ernestina Gatti como Tati (Episódio 1)
- Mercedes Barranus como Loli (Episódio 1)
- Ricardo Federico García como Rengo (Episódio 1; Episódio 4)
- Fabio Taphanel como Vicente (Episódio 1)
- Mario Vidal como Alessio (Episódio 1)
- Ramiro Vayo como Ramiro (Episódio 2)
- Mercedes Moltedo como Paula (Episódio 2)
- Bianca Oliveti como Garota do vagão/robô (Episódio 2; Episódio 6)
- Andrea Strenitz como Zulma (Episódio 2)
- Agustín Chenaut como Gerardo (Episódio 2)
- Diego Julio como Rubén (Episódio 2)
- Graciela Cravino como Susana (Episódio 2)
- Carlos March como Charly (Episódio 2)
- Marcelo Xicarts como Oscar (Episódio 2)
- Jesús Miseli como George (Episódio 3)
- Guillermo Jacubowicz como Benito (Episódio 3; Episódio 5)
- Lautaro Murúa como Horacio (Episódio 3; Episódio 5)
- Joaquín Acebo como Micky Roberts (Episódio 4 - Episódio 5)
- Corina Romero como Rita (Episódio 4)
- Daniela Pal como Adriana (Episódio 5 - Episódio 6)
- Pablo Cernadas como Juanca (Episódio 5)
- Mora Recalde como Caro (Episódio 5)
- Abel Edgardo Ledesma como Alberto (Episódio 5)
- Jorge Sesán como Franco (Episódio 5 - Episódio 6)
- Dante "Negro Pablo" Mastropierro como Grandote (Episódio 5 - Episódio 6)
- Alejandro Sosa como Suruka (Episódio 6)
- Leandro Sandonato como Ruperto Mosca (Episódio 6)

## Diferenças em relação à obra original
- O salto temporal: A história da banda desenhada passa-se na década de 1950, no presente do século XX, enquanto a série se passa no presente da década de 2020 do século XXI.
- Idade de Juan Salvo: Na banda desenhada, o protagonista está na casa dos 40 anos, enquanto na série Ricardo Darín tem mais de 60 anos.
- As Malvinas ou Falklands: Na série, é acrescentado o contexto da Guerra das Malvinas, sendo o protagonista até um ex-combatente, algo que não acontece na obra original, pois a guerra ainda não tinha acontecido nessa altura.
- Papel de Elena: Na banda desenhada, a mulher de Juan Salvo tem um papel secundário, aparecendo pouco na trama; na série, a personagem de Carla Peterson é a sua ex-mulher e o seu papel é muito importante.
- A filha Martita: na banda desenhada, é uma criança, tem um papel secundário e fica quase sempre em casa; na série, muda de nome para Clara, uma adolescente de cerca de 17 anos, e a sua busca é o foco da trama do protagonista.
- Novos protagonistas: As personagens de Omar (Ariel Staltari), Inga (Orianna Cárdenas), Ana (Andrea Pietra) e Pecas (Paloma Alba), entre outras, são inventadas exclusivamente para a série.